# San Bartolomeo all'Isola
De Basilica San Bartolomeo all'Isola (Latijn: Basilica Sancti Bartholomaei in Insula; Nederlands: Sint Bartolomeüsbasiliek op het eiland) is een rooms-katholieke basiliek in Rome.
De kerk bevindt zich op het Tibereiland. Aangenomen wordt dat de kerk op de plaats staat waar zich in het jaar 289 v.Chr. de tempel van Aesculapius bevond.
In het jaar 1000 gaf keizer Otto III de opdracht tot de bouw van een klooster en een kerk die gewijd werd aan Adalbert van Praag. In 1113 werd de kerk in opdracht van paus Paschalis II gerestaureerd. De klokkentoren werd in 1118 gebouwd. In 1583 werd de kerk tijdens de Sixtijnse stadsuitbreiding gerestaureerd naar idee van Martino Longhi de Oudere. Van 1623 tot 1624 werd naar idee van Orazio Torriani of Martino Longhi de Jongere, de façade van de kerk aangepast tot het huidige aanzicht. Het interieur van de kerk werd van 1720 tot 1739 aangepast naar de stijl van de barok en tussen 1852 en 1865 naar de stijl van het historisme. Bezienswaardigheden in de kerk zijn het romaanse fresco van Maria en de marmeren bron uit het jaar 1000.
De kerk is gewijd aan de apostel Bartolomeüs. Zijn gebeente werd in 983 door keizer Otto II naar Rome gebracht en wordt thans bewaard in de San Bartolomeo all'Isola. De schedel werd in de 13e eeuw overgebracht naar de eveneens aan Bartolomeüs gewijde Dom van Frankfurt.
Sinds 1993 wordt de kerk geleid door de Gemeenschap Sant'Egidio. In 2002 werd de kerk door paus Johannes Paulus II gewijd aan de "nieuwe martelaren van de 19e en 20e eeuw". In zes zijkapellen zijn diverse relikwieën en herinneringen tentoongesteld. Onder andere een missaal van de vermoorde aartsbisschop Óscar Romero, een brief van de zalige Franz Jägerstätter aan zijn familie enkele dagen voor hij werd vermoord, een relikwie van de zalige kardinaal Clemens August von Galen en herinneringen aan de verzetsstrijders Joannes Baptista Sproll, Eugen Bolz en Maria Restituta Kafka.

## Titelkerk
De kerk werd op 6 juli 1517 door paus Leo X ingesteld als titelkerk. De volgende kardinalen waren achtereenvolgens titularis van San Bartolomeo all’Isola:
- 1517: Egidio van Viterbo
- 1517-1519: Domenico Giacobazzi
- 1533-1543: Jean Le Veneur
- 1547-1548: Jacques d'Annebaut
- 1551-1555: Bartolomé de la Cueva de Albuquerque
- 1555-1562: Fulvio Giulio della Corgna
- 1562-1568: Antoine Perrenot de Granvelle
- 1568: Diego Espinosa Arévalo
- 1570-1595: Giulio Antonio Santorio
- 1596-1602: Francesco Maria Tarugi
- 1604-1616: Filippo Spinelli
- 1608-1621: Michelangelo Tonti
- 1621-1630: Gabriel Trejo y Paniagua
- 1631-1649: Agostino Spinola Basadone
- 1654-1658: Ottavio Acquaviva d'Aragona, jr.
- 1670: Francesco Nerli Senior
- 1672-1679: Johannes Eberhard Nidhard
- 1696-1699: Giovanni Giacomo Cavallerini
- 1707-1709: Francesco Acquaviva d'Aragona
- 1721-1739: Juan Álvaro Cienfuegos Villazón
- 1782-1799: József Batthyány
- 1803-1820: Pietro Francesco Galleffi
- 1824-1832: Bonaventura Gazola
- 1838-1867: Engelbert Sterckx
- 1874-1891: János Simor
- 1893-1894: Mario Mocenni
- 1894-1895: Egidio Mauri
- 1896-1900: Johannes Evangelist Haller
- 1901-1923: Bartolomeo Bacilieri
- 1928-1933: Enrico Gasparri
- 1935-1939: Carlo Salotti
- 1946-1970: Krikor Bedros XV Agagianian
- 1973-1987: Aníbal Muñoz Duque
- 1988-1995: Mario Revollo Bravo
- 1998-2015: Francis Eugene George
- 2016-heden: Blase Joseph Cupich